# Aldemir da Silva Junior
Aldemir Gomes da Silva Junior (ur. 8 lipca 1992 w Rio de Janeiro) – brazylijski lekkoatleta specjalizujący się w biegach sprinterskich, olimpijczyk.
W 2011 zdobył trzy złote medale mistrzostw Ameryki Południowej juniorów, na których przyczynił się do ustanowienia rekordu Ameryki Południowej juniorów w sztafecie 4 × 100 m (39,63). Rok później sięgnął po złoto mistrzostw ibero-amerykańskich w sztafecie 4 × 100 m oraz po srebro w biegu na 200 m. Na tym samym dystansie, biegł podczas igrzysk olimpijskich w Londynie, gdzie dotarł do półfinału. Zdobywca trzech złotych medali młodzieżowych mistrzostw Ameryki Południowej (2012). Podwójny złoty medalista igrzysk Ameryki Południowej w Santiago (2014). W 2015 wszedł w skład brazylijskiej sztafety 4 × 100 metrów, która zdobyła srebrny medal igrzysk panamerykańskich w Toronto. Brązowy medalista światowych wojskowych igrzysk sportowych (2015).

## Osiągnięcia
| Rok  | Impreza                                     | Miejsce        | Konkurencja             | Lokata     | Wynik |
| ---- | ------------------------------------------- | -------------- | ----------------------- | ---------- | ----- |
| 2011 | Mistrzostwa Ameryki Południowej juniorów    | Medellín       | bieg na 100 metrów      | 1. miejsce | 10,36 |
| 2011 | Mistrzostwa Ameryki Południowej juniorów    | Medellín       | bieg na 200 metrów      | 1. miejsce | 20,94 |
| 2011 | Mistrzostwa Ameryki Południowej juniorów    | Medellín       | sztafeta 4 × 100 metrów | 1. miejsce | 39,63 |
| 2012 | Mistrzostwa ibero-amerykańskie              | Barquisimeto   | bieg na 200 metrów      | 2. miejsce | 20,57 |
| 2012 | Mistrzostwa ibero-amerykańskie              | Barquisimeto   | sztafeta 4 × 100 metrów | 1. miejsce | 38,95 |
| 2012 | Igrzyska olimpijskie                        | Londyn         | bieg na 200 metrów      | półfinał   | 20,63 |
| 2012 | Igrzyska olimpijskie                        | Londyn         | sztafeta 4 × 100 metrów | eliminacje | 38,35 |
| 2012 | Młodzieżowe mistrzostwa Ameryki Południowej | São Paulo      | bieg na 100 metrów      | 1. miejsce | 10,42 |
| 2012 | Młodzieżowe mistrzostwa Ameryki Południowej | São Paulo      | bieg na 200 metrów      | 1. miejsce | 20,51 |
| 2012 | Młodzieżowe mistrzostwa Ameryki Południowej | São Paulo      | sztafeta 4 × 100 metrów | 1. miejsce | 40,10 |
| 2013 | Mistrzostwa świata                          | Moskwa         | bieg na 200 metrów      | eliminacje | 20,73 |
| 2014 | Igrzyska Ameryki Południowej                | Santiago       | bieg na 200 metrów      | 1. miejsce | 20,32 |
| 2014 | Igrzyska Ameryki Południowej                | Santiago       | sztafeta 4 × 100 metrów | 1. miejsce | 38,90 |
| 2014 | Mistrzostwa ibero-amerykańskie              | São Paulo      | bieg na 200 metrów      | 4. miejsce | 20,62 |
| 2014 | Mistrzostwa ibero-amerykańskie              | São Paulo      | sztafeta 4 × 100 metrów | 1. miejsce | 39,35 |
| 2014 | Młodzieżowe mistrzostwa Ameryki Południowej | Montevideo     | bieg na 100 metrów      | 2. miejsce | 10,47 |
| 2014 | Młodzieżowe mistrzostwa Ameryki Południowej | Montevideo     | bieg na 200 metrów      | 1. miejsce | 20,50 |
| 2014 | Młodzieżowe mistrzostwa Ameryki Południowej | Montevideo     | sztafeta 4 × 100 metrów | 1. miejsce | 39,74 |
| 2015 | Igrzyska panamerykańskie                    | Toronto        | bieg na 200 metrów      | półfinał   | 20,65 |
| 2015 | Igrzyska panamerykańskie                    | Toronto        | sztafeta 4 × 100 metrów | 2. miejsce | 38,68 |
| 2015 | Mistrzostwa świata                          | Pekin          | bieg na 200 metrów      | eliminacje | 20,59 |
| 2015 | Światowe wojskowe igrzyska sportowe         | Mungyeong      | bieg na 200 metrów      | 3. miejsce | 20,77 |
| 2015 | Światowe wojskowe igrzyska sportowe         | Mungyeong      | sztafeta 4 × 100 metrów | 5. miejsce | 39,77 |
| 2016 | Mistrzostwa ibero-amerykańskie              | Rio de Janeiro | bieg na 200 metrów      | 5. miejsce | 20,71 |
| 2016 | Igrzyska olimpijskie                        | Rio de Janeiro | bieg na 200 metrów      | eliminacje | 20,80 |
| 2017 | Mistrzostwa Ameryki Południowej             | Asunción       | sztafeta 4 × 100 metrów | 1. miejsce | 39,47 |
| 2019 | Mistrzostwa świata                          | Doha           | bieg na 200 metrów      | eliminacje | 20,44 |

## Rekordy życiowe
- Bieg na 60 metrów (hala) – 6,76 (2016)
- Bieg na 100 metrów – 10,20 (2012)
- Bieg na 200 metrów – 20,15 (2017)